# Jesse Pinkman
Jesse Bruce Pinkman egy fiktív karakter, a "Breaking Bad – Totál szívás" című sorozat egyik főszereplője. A szerepet Aaron Paul játszotta, magyar hangja Szabó Máté. Jesse egy metamfetaminkészítő és díler, aki együtt dolgozik egykori középiskolai kémiatanárával, Walter White-tal. A karakter főszerepet játszik az "El Camino" című filmben és megjelenik a "Better Call Saul" hatodik évadának két epizódjában is.
Eredetileg már az első évad végén megölték volna a karaktert, de Paul színészi játéka meggyőzte a megalkotóját, Vince Gilligant, hogy megtartsa. Mind Jesse Pinkman karaktere, mint Aaron Paul alakítása a kritika és a nézők körében is jó fogadtatásra lelt: a kezdetben antipatikus, piti drogdílerből a sorozat erkölcsi iránytűje lett, akit egyre inkább nyomaszt az a bűntudat, amit az általuk elkövetett cselekmények okoznak. Aaron Paul három alkalommal is Emmy-díjat kapott az alakításáért, az első színész volt, aki legalább háromszor megkapta ezt a legjobb mellékszereplő drámasoorzatban kategóriában.

## Fiktív életrajza
Középosztálybeli családba született az Új-Mexikó állambeli Albuquerque városában. A sorozat kezdetekor már rég elhidegült szüleitől, drogfüggősége és életstílusa miatt. Miután otthonról kidobták, kénytelen volt a nagynénjéhez, Ginnyhez költözni, aki végstádiumú rákbeteg volt, és Jesse ápolta a haláláig. Ő ezután is az ingatlanban maradhatott, a szülők, mint új tulajdonosok engedélyével.
A középiskolában gyenge tanuló volt, leginkább a barátaival szeretett lógni és füvet szívni a tanulás helyett. Walter White, akit mindig Mr. White-nak szólít, volt a kémiatanára - habár úgy tűnt, hogy a léhűtő fiú esetében nem látott nagy jövőt, anyja, Diane szerint ő volt az egyetlen tanár, aki igazán törődött vele. Rossz jegyei ellenére végül mégis le tudott érettségizni, és Walter is ott volt az ünnepségen. Mindazonáltal nem volt híján a tehetségnek, ha alkotómunkáról volt szó, a sorozatban megemlíti, és bemutatásra is kerül, hogyan készített saját kezűleg egy csodaszép faládát.
Kronológiai sorrendben először a 2004-ben játszódó "Mint a záporeső" című Better Call Saul-epizódban jelent meg, ahol Saul Goodman ügyvédi irodája előtt cigarettázott együtt Kim Wexlerrel. A nőben felismerte barátja, Christian "Combo" Ortega védőügyvédjét, most pedig a másik barátját, Emilio Koyamát hozta el Saulhoz, mert a tévében azt látta, hogy ő egy jó ügyvéd.

### 1. évad
Mikor Walter White megtudja, hogy végstádiumú tüdőrákos, elhatározza, hogy többet tud meg a metamfetamin-terjesztésből, hogy ebből keressen egy kis pénzt a családja számára. Megkéri sógorát, Hank Schadert, aki a DEA-nél, a drogelhárításnál dolgozik, hogy vigye el magával egy bevetésre. Walter kiszúrja, hogy a helyszínről elmenekül Jesse, miközben a barátját, Emiliót letartóztatják. Rájön, hogy ő az a bizonyos "Cook kapitány", akit Hank keresett, és a rendelkezésére álló információk alapján megkeresi Jesset a lakásán. Megzsarolja őt: ha nem segít neki a drogterjesztésben, akkor feldobja őt. Ad neki 7 ezer dollárt, hohgy vegyen belőle egy lakóautót, ami a mozgó droglaborjuk lehet. Jesse eltékozolja a pénz jelentős részét egy sztriptízbárban, de a barátja, Combo azt mondja, hogy eladja a családi járgányukat 1400 dollárért. Miután Walter megfőzi az első adag metamfetamint, Jesse elámul a tisztaságán. Megkeresi Emilio unokatestvérét, Domingo "Krazy-8" Molinát, helyi dílert, aki gyanakszik és Emiliót is magával viszi. Emilio azonnal felismeri Waltert és meg akarja ölni őt, de Walter foszfingázzal ártalmatlanná teszi őket. Emilio meghal, a holttestét pedig el kell tüntetni: Walt megmondja Jessenek, hogy szerezzen hidrofluorsavat, hogy feloldhassák. Jesse ostoba módon a fürdőkádba teszi a tetemet és ott próbálja feloldani, csakhogy ez a kádat is feloldja, és a maradványok a földszintre zuhannak. Miután feltakarítanak és végeznek Krazy-8-cal is, úgy döntenek, hogy önállóan kezdenek a terjesztésbe.
A labort a lakóbusz helyett a ház pincéjében rendezik be. Termékük elég ismert lesz az utcán ahhoz, hogy felkeltse Hank figyelmét is. Miután nem keresnek elég pénzt, Walt azt akarja, hogy evgyék fel a kapcsolatot egy nagyobb emberrel. Jesse egyik haverja, Vékony Pete összehoz egy találkozót Tuco Salamancával, akivel együtt ült a börtönben. Tuco azonban lenézi Jesset és ahelyett, hogy megegyezne vele, alaposan megveri és elveszi az árut is. Miután Walter kiáll érte és elnyeri Tuco tiszteletét, megállapodnak egy nagyobb mennyiség átvételéről. Ehhez metil-amint kell szerezniük egy raktárból.

### 2. évad
Walter és Jesse számára nagy problémát jelent, hogy Tuco egyre paranoiásabbá válik és azt hiszi, hogy el akarják őt árulni. Elrabolja őket és a sivatagi kalyibájába viszi őket, ahol a tolószékhez kötött nagybátyját, Hector Salamancát gondozza. Tuco azt tervezi, hogy mindannyian Mexikóba szöknek, őket pedig egy szuperlaborban fogja dolgoztatni. Végül nagy nehezen tudnak csak megszökni, épp akkor, amikor Hank is megérkezik, és egy tűzpárbajban végez Tucóval. A DEA lefoglalja Jesse autóját és a pénzt is, amit megkerestek, de szerencsére nem buknak le. Jesse azonban tudja, hogy ez csak idő kérdése, ezért a másik haverjától, Badgertől kér segítséget. A methlabor visszakerül a lakóbuszba, azt pedig egy Clovis nevű illetőnél tárolják, 1000 dollár ellenében, aminek Jesse csak a felét tudja kifizetni. Ha ez nem lenne elég, a szülei is kirakják őt a házból, miután felfedezik, hogy drogot kotyvasztott. Pénz nélkül és fedél nélkül marad, ezért betör Clovishoz és a lakóbuszban él. Megpróbálja összeszedni magát, szerez egy kis pénzt és vesz egy Toyota Tercelt. Ezután kibérel egy lakást, amelynek a bérbeadója, Jane Marglois egy tetoválóművész és leszokóban lévő heroinfüggő. Ő ésJesse romantikus kapcsolatba kerülnek, Jane viszont titkolni próbálja apja elől a kapcsolatukat.
Miután Vékony Pete-et kirabolja egy drogos pár, Jesse úgy dönt, hogy saját maga fogja megoldani a helyzetet. Fegyverrel megy visszakövetelni a pénzt, de túljárnak az eszén és leütik. Nagy nehezen tud csak megmenekülni, és ekkor végig kell néznie, ahogy az egyik drogos megöli a másikat. Szerencséjére az terjed el az utcán, hogy ő ölte meg az illetőt, így szerez magának egy kis hírnevet. Jesse segít felvenni a kapcsolatot Saul Goodmannel, hogy az hozza ki a letartóztatott Badgert a fogdából - és hogy segítsen a pénzmosásban.
Miután Combót meggyilkolják a rivális dílerek, Jesse heroinozni kezd Jane-nel, hogy úrrá legyen a gyászán. Állapota miatt majdnem meghiúsul egy milliós üzlet a helyi drogbáróval, Gustavo Fringgel, ezért Walter közli, hogy a pénz neki járó felét nem fogja nekiadni egészen addig, amíg elvonóra nem megy. Mikor Jane tudomást szerez a pénzről, megzsarolja Waltert, hogy megszerezhesse tőle maguknak. Walter később békét akar kötni velük, de azt látja, hogy mindketten kábán fekszenek. Jane megfullad a saját hányásában, de Walter nem hajlandó neki segíteni. Mikor Jesse meglátja, hogy a lány meghalt, visszaesik. Walter egy romos épületből, crackfüggők közül szedi ki őt, és elvonóra viszi.

### 3. évad
Az elvonón Jesse megtanulja, hogy fogadja el magát olyannak, amilyen. Tudomást szerez továbbá arról, hogy Jane apjának figyelmetlensége miatt két repülő összeütközött Albuquerque felett, ami rengeteg halálos áldozattal járt. Már mint tiszta ember dönt úgy, hogy rendezi az elvarratlan szálakat. Első körben Saul segítségével visszaszerzi a szüleitől a házát, amit rendkívül nyomott áron vesz meg. Eközben Hank rájön, hogy Jesse lakóautója a methlabor, ezért elindul, hogy megkeresse. Amikor Walter ezt megtudja, be akarja azt zúzatni, de Jesse azt hiszi, hogy el akarja venni tőle, ezért ő is odasiet. Walter és Jesse bezárkóznak az autóba, amely előtt már ott van Hank. Saul egy hamis hívással, miszerint a felesége életveszélyben van, elcsalja onnan, és ezalatt könnyűszerrel be tudják zúzni a lakóbuszt. Amikor Hank rájön, hogy átverték, bedühödik: hazáig követi Jesset és agyba-főbe veri. Jesse kórházba kerül és perrel fenyegetőzik - közben Walter meggyőzi Gust, hogy hadd dolgozzanak együtt neki továbbra is. Gusnak van egy földalatti szuperlaborja, amelyben elképesztő mennyiségű metamfetamint tudnak készíteni, jó sok pénzért.
Miközben az Anonim Drogfüggők gyűléseire jár, megismerkedik egy Andrea Cantillo nevű nővel, akinek van egy fia. Később rájön, hogy az ő 11 éves öccse, Tomás volt az, aki lelőtte Combót. Jesse kitalálja, hogy ricin segítségével végezni fog a rivális dílerekkel, de le kell tennie a tervről, mikor kiderül, hogy ezek Gus emberei. Mikor aztán kiderül, hogy ezek a fickók Tomást is megölték, Jesse nem teketóriázik, és elindul, hogy levadássza őket. Az utolsó pillanatban érkezik Walter, aki halálra gázolja azokat, Jessenek pedig menekülnie kell. Ezalatt Gus felvesz egy Gale nevű laborasszisztenst a pótlására; Walter rájön, hogy Gus terve az, hogy amint Gale egyedül is el tudja készíteni az anyagot, végez vele. Ezért el akarja érni, hogy Jesse is kívánja Gale halálát. Jesse könyörög, hogy forduljanak inkább a rendőrséghez, mert nem akar gyilkos lenni. Végül amikor Waltert körbeveszik Gus emberei, Mike és Victor, Walter egy telefonhívással megadja Gale címét, akit aztán Jesse agyonlő.

### 4. évad
Gusnak nincs más választása, tovább kell dolgoznia Walterrel és Jessevel. Jesse a gyilkosság miatt érzett bűntudata okán hatalmas bulikat rendez a lakásában, hogy elterelje a figyelmét. Szórni kezdi a pénzt, és Andreának is rengeteget eljuttat, hogy költözzön el a veszélyes környékről a fiával, Brockkal. Odáig fajul a nemtörődömsége, hogy a legyártott drogból kezd el lopni a bulijához. Mike tájékoztatja erről Gust, aki ahelyett, hogy megöletné Jesset, mást tervez vele. Elviteti Mike-kal egy pénzbegyűjtő túrára, amelynek végén Jesse hősként mutatkozhat és a lojalitását is letesztelik. Walter rájön, hogy Gus célja az, hogy éket verjenek kettejük közé, Jesse azonban nem törődik ezzel. Sőt, egy újabb akció során, amikor lopott drogot szerez vissza egy ügyes trükkel, még inkább elnyeri Gus bizalmát. Közben Andreával is összejön és próbál gondoskodni a fiáról is.
Walter megbízza azzal, hogy mérgezze meg Gust ricinnel, amit a cigarettájába rejt. Ő ezt mégsem meri megtenni, ráaádásul hazudik arról Walternek, hogy találkozott vele. Miután Walter egy nyomkövető eszközzel kideríti, hogy Jesse Gus házánál járt, kérdére vonja, aminek a végén összeverekednek. Jesse győz és azt mondja neki, hogy tűnjön el és ne is jöjjön vissza.
Később ő, Gus és Mike a mexikói kartellhez utaznak, hogy elkészítse a metamfetamint. Látszólag úgy tesznek, mintha Jesse ott maradna, mint a kartell új szakácsa, a valóságban azonban Gus, bosszúja beteljesítéseként, megmérgez mindenkit, beleértve a nagyvezér Don Eladio Vuentét. Jesse megmenti Mike életét és Gusnak is segít, aki hálából felajánlja, hogy legyen az ő szakácsa. Jesse ebbe csak akkor hajlandó belemenni, ha Gus megkíméli Walter életét. Ő ködösen válaszol, ráadásul úgy állítja be Waltert, mintha a DEA informátora lenne. Nem sokkal később Brock súlyos beteg lesz, Jesse pedig azonnal arra gondol, hogy Walter mérgezte meg ricinnel. Pisztollyal a kezében megy kérdőre vonni őt, Walter azonban meggyőzi, hogy Gus volt a tettes, hiszen korábban se okozott neki gondot parancsot adni gyerekek megöletésére. Jesse lesz az, aki elmondja Saulnak, hogy Gus rendszeresen jár látogatni Hector Salamancát egy idősek otthonába, Walter pedig ezen információ birtokában tud leszámolni Gusszal, majd megmenteni Jesset Gus embereitől.
Később Jesse rájön, hogy Brock nem is a ricintől, hanem gyöngyvirágtól kapott mérgezést, így viszont nem volt értelme megölni őt. Walter megnyugtatja, hogy ez volt az egyetlen helyes megoldás - valójában Walter mozgatta a háttérből a szálakat, hogy manipulálja Jesset.

### 5. évad
Jesse mindazonáltal pánikba esik, mert nem találja a ricines cigarettát. Walter a porszívójába csempész egy utánzatot, hogy elhitesse vele, hogy felszívta. Ezután beleegyezik, hogy tovább gyártja a drogot, és emiatt a kapcsolatát is meg kell szakítania Andreával. Miután elfogy az alapanyaguk, megállapodnak Gus régi beszállítójával, Lydiával, hogy egy vonatot fognak megcsapolni, így szereznek metil-amint. Az akció során az egyik emberük, Todd hidegvérrle lelő egy Drew Sharp nevű fiút, aki véletlenül meglátta őket. Jesse sokkot kap ettől és elhatározza, hogy kiszáll a drogbizniszből. Ő és Mike jó pénzért el akarják adni a részüket egy arizonai dílernek, Declannek, ő viszont csak egyben hajlandó átvenni azt, Walter pedig nem akar kiszállni. Jesse ennek ellenére sem hajlandó többé benn maradni az üzletben - amikor Walter is kiszáll, végül felkeresi a lakásánál és átadja neki a részét.
A Drew halála miatt érzett bűntudata okán, és mert jól tudja, hogy Mike is meghalt, elhatározza, hogy megkeresi Sault. Azt akarja, hogy a pénze egyik felét Drew szülei, a másikat Mike unokája kapja meg. Mikor Saul ezt visszautasítja, mert túl nagy feltűnéssel járna, Jesse az utcán kezdi szétszórni a pénzt. A rendőrség letartóztatja, Hank pedig, aki megtudja ezt, és már azt is tudja, hogy Walter az általa régóta keresett Heisenberg, alkut ajánl neki. Jesse nem hajlandó segíteni, hanem később találkozik Walterrel és Saul-lal a sivatagban, ahol Walter azt ajánlja, hogy tűnjön el a városból és kezdjen új identitással új életet. Jesse beleegyezik, de amikor felvennék őt, rájön, hogy Saul embere, Huell volt az, aki elvette tőle még korábban a ricines cigarettát - tehát Walter mérgezte meg Brockot, önös érdekből. Azonnal Saul irodájába megy, ahol addig veri az ügyvédet, amíg az be nem ismeri neki, hogy Walter kérte meg, hogy lopja el a ricint. Jesse ezután Walter házába megy és benzint önt szét mindenhol, azt tervezve, hogy felgyújtja azt. Hank állítja meg őt és a segítségét kéri, hogy együtt számolhassanak le vele.
Hank megengedi, hogy Jesse nála lakjon, és addig felveszi videóra a vallomását. Azt tervezik, hogy a bedrótozott Jesse fog bizonyítékot felvenni egy találkozójuk alkalmával. Csakhogy Jesse pánikba esik, mert azt hiszi, hogy Walter meg akarja öletni, ezért eláll az egésztől, és inkább az elásott pénzén keresztül akarja csapdába csalni. Felhívja telefonon és azt állítja, tudja, hol van a pénz, és ha nem megy oda, fel fogja gyújtani az egészet. Walter bekapja a csalit és egyenesen a pénzhez megy, amikor pedig látja, hogy átverték, Todd nagybátyjának, Jacknek a segítségét kéri, aki az Árja Testvériséghez köthető bandájával elindul, hogy megölje őt. Amikor Walter meglátja, hogy a sógoráék is ott vannak, le akarja fújni az akciót, de már késő. A megérkező Jackék megölik Hankéket, Walter pedig beköpi Jesset, hogy egy autó alatt bújkál. Mielőtt elhurcolnák, Walter még utánaveti, hogy végignézte Jane halálát és nem segített neki. Ahelyett, hogy megölnék, Jesset elviszik magukkal a főhadiszállásukra, ahol alaposan megkínozzák, hogy kiszedjenek belőle mindent, amit tud. Ezután megláncolják, majd a tudtára adják, hogy az ő metamfetamin-főző rabszolgájuk lesz, és ha ellenáll, akkor megölik Andreát és a fiát. Jesse egyszer megpróbál megszökni, de nem jár sikerrel, ezért a szeme láttára lelövik Andreát, majd közlik vele, hogy Brock lesz a következő.
Több hónappal később a már haldokló Walter visszatér a szökésből Albuquerque-be. Amikor megtudja, hogy Jesse még életben van, a nyomába indul: elhiteti Toddékkal, hogy egy újfajta drog receptjét akarja átadni nekik. A főhadiszállásukra megy, ahol Jack meg akarja őt ölni, válaszul Walter közli, hogy megszegte az egyezségüket, mert társult Jessevel és nem ölte őt meg. Jack erre előhozatja a megláncolt és megkínzott Jesset, hogy megmutassa őt. Walter úgy tesz, mintha nekiesne, hogy megverje őt, majd amíg a földön hevernek, beindítja az autójába rejtett gépágyút, ami majdnem mindenkivel végez. Jesse a láncaival megfojtja Toddot, majd a nála talált kulcs segítségével kiszabadul. Walter ekkor megadja a lehetőséget Jessenek, hogy az ölje meg őt, de Jesse látja, hogy egyébként is halálosan megsérült, ezért erre nincs szükség.

### El Camino
Jesse elköti Todd autóját, majd azzal indul a szabadság felé. Egyenesen Vékony Pete és Badger lakására megy, akiknél megfürödhet, kap tiszta ruhát és ágyat, ahol aludhat. Másnap kiderül, hogy Todd autójába nyomkövető van építve, így nem lehet titokban bezúzatni. Pete és Badger adnak neki némi pénzt, Badger pedig az autóját. Badger bepattan Pete autójába, hogy úgy tűnjön, mintha Jesse a déli határ felé menekült volna, ezalatt pedig Pete alibit szolgáltat a rendőrség felé azzal, hogy azt mondja, az autójáért cserébe kapta a lopott kocsit.
Jesse nyomban Todd lakására megy, hogy az elrejtett pénze után kutakodjon, de megérkezik Neil és Casey is, akik lefegyverzik, és elviszik a pénz jelentős részét. Jesse felismeri bennük azokat, akik a szerkezetet hegesztették, amelyhez rabszolgaként volt láncolva. Ezután Edhez, Saul "eltakarítójához" megy, hogy a pénzzel új személyazonosságot vásároljon magának. Ed a legutóbbi fiaskó miatt több pénzt, összesen 250 ezer dollárt kér, Jessenek viszont 1800 dollár híján nincs meg a pénz. Mivel tudja, hogy figyelik őket, egy telefonhívással elcsalja a szüleit otthonról, majd betör a Pinkman-házba és megszerzi apja széfben rejtegetett pisztolyait. Ezután Neil-ékhez megy, ahol először követeli az 1800 dollárt, amit megtagadnak tőle. Neil erre pisztolypárbajra hívja ki őt, amit el is veszít. Jesse leszámol velük, elveszi a pénzt, majd felrobbantja a helyet.
Jesse most már elég pénzzel rendelkezik ahhoz, hogy új életet kezdhessen Alaszkában, Haines városában, Mr. Driscoll álnéven. A "Better Call Saul" záró epizódjaiból kiderül, hogy ő és Saul Goodman az egésznek az egyedüli túlélői, a rendőrség pedig hiába indított ellene hajtóvadászatot, sikeresen tévesztették meg őket, és azt hiszik, hogy Mexikóba szökött.

## Megalkotása
A karaktert az eredeti forgatókönyvben még Marlon Alan Dupree-nek hívták. Megalkotója, Vince Gilligan eredetileg azt tervezte, hogy már az első évad végén megölik, és a halála lett volna a mozgatórugója Walter további tetteinek. Azonban már a második epizód után, mikor látta Aaron Paul színészi játékát, úgy érezte, hogy kolosszális hiba lenne megölni Jesset. Gilligannek a kémia is tetszett, amely közte és Bryan Cranston közt volt. A későbbi epizódokban Jesse egyfajta erkölcsi ellenpontja lett Walter White-nak. Jesse karaktere "A rák dilemmája" című részben kerül bővebben bemutatásra, amikor megismerheti a néző a szüleit, és az is kiderül, hogy az ő megvetésük miatt keres olyan apafigurákat, mint Mr. White vagy éppen Mike.
Az írók sokáig küzdöttek azzal, hogy Jesse ártatlansága meddig bírja ki Walter befolyását. Gilligan szerint Jesse a naivitása teszi jobb emberéé Walternél. Amikor meg kellett ölnie Gale-t, a bűntudata és az öngyűlölete miatt hatalmas bulikat tartott a házában - az alkotók szerint ez volt a nézők számára a legváratlanabb feldolgozási mechanizmus, egyben Jesse saját pokla, mely jellemző a karakterére.
A harmadik évad során Paul számára nehézséget okozott az elvonóról éppen kijövő Jesse alakítása. Hogy felkészüljön a szerepre, maga is meglátogatott egy ilyen intézményt, megfigyelte a pácienseket, és beszélt az intézmény igazgatójával is.
Az ötödik évad végén szándékosan nem zárták le Jesse történetét egyértelműen - a nézőre akarták hagyni, hogy döntse el, mi lett a sorsa. Az "El Camino" film azonban végül bemutatta azt, hogy mi történt, és inkább az volt a kérdéses, hogy miként kezd új életet Alaszkában. Gilligan szerint kitűnően beilleszkedhetett, és a helyi sörök élvezete mellett valószínűleg egy sílécgyárban helyezkedhetett el. Paul szerint Jesse onnantól meghúzta magát, és mivel pénze is volt, de nem kellett sokat költenie, ezért egészen decens életet élhetett, és végre kiélhette kézügyességének tehetségét is.

## Fordítás
- Ez a szócikk részben vagy egészben  a   Jesse PInkman című angol Wikipédia-szócikk fordításán alapul.  Az eredeti cikk szerkesztőit annak laptörténete sorolja fel. Ez a jelzés csupán a megfogalmazás eredetét és a szerzői jogokat jelzi, nem szolgál a cikkben szereplő információk forrásmegjelöléseként.